# Wat Khao Phra Bat Noi
Wat Khao Phra Bat Noi (thailändisch วัดเขาพระบาทน้อย; deutsch: „Tempel des Hügels mit dem kleineren Fußabdruck Buddhas“) ist der Name der Ruinen einer ehemaligen buddhistischen Tempelanlage (Wat) im Westen der historischen Altstadt von Sukhothai im UNESCO-Weltkulturerbe Geschichtspark Sukhothai in Thailand.

## Lage

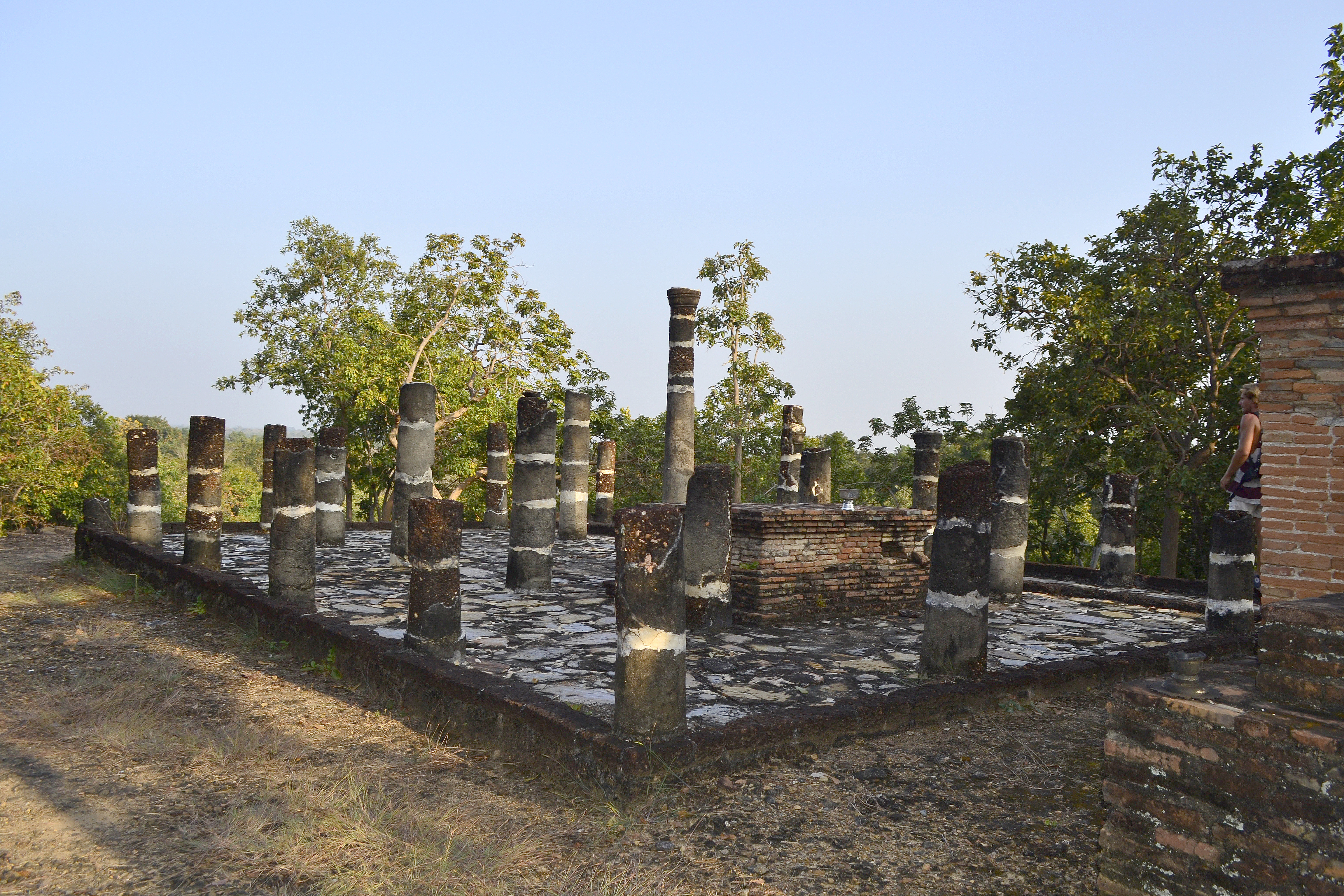
Wihan des
Wat Khao Phra Bat Noi
(Zustand: Januar 2014)

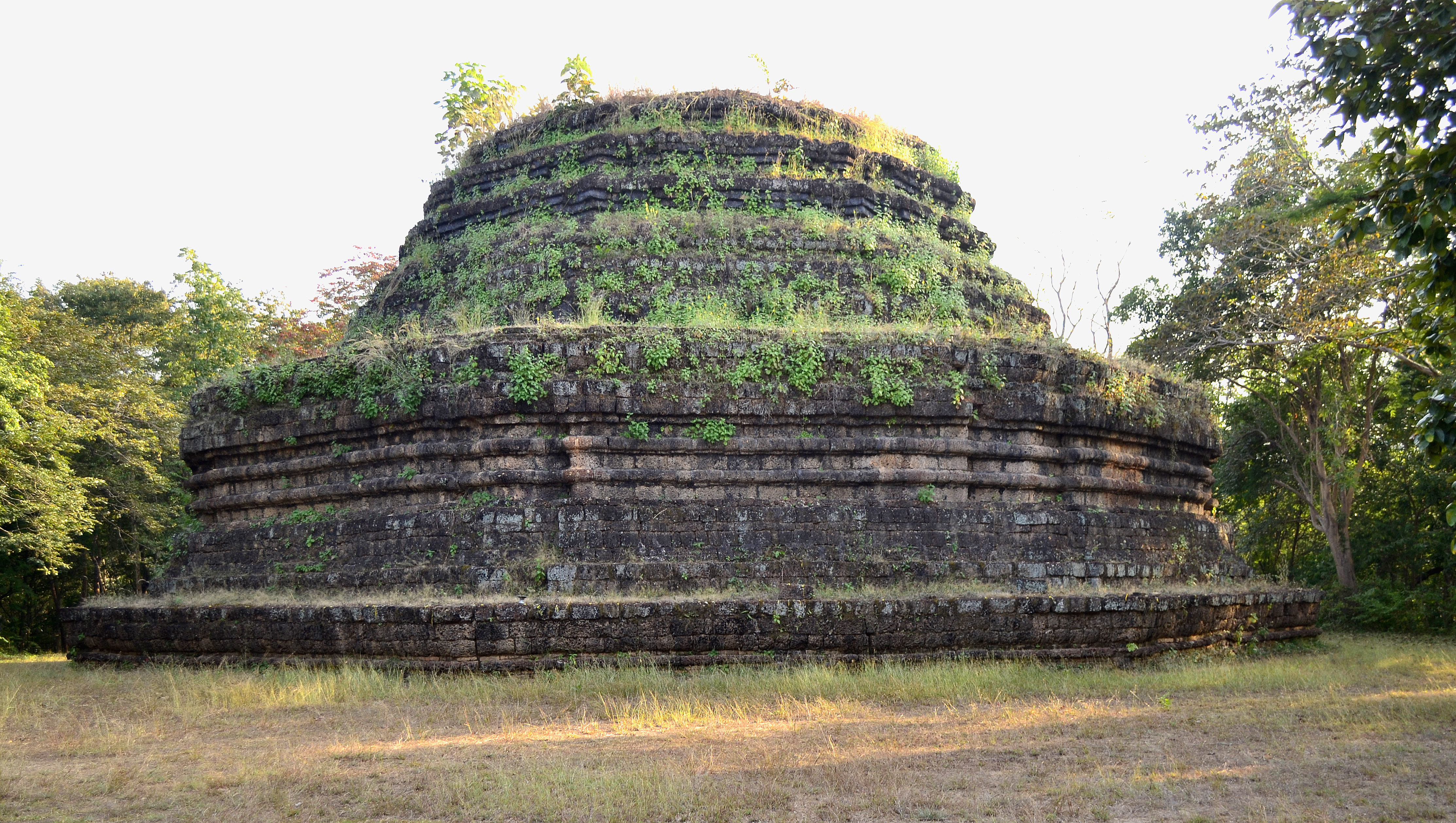
Oktogonaler Chedi des
Wat Khao Phra Bat Noi
(Zustand: Januar 2014)

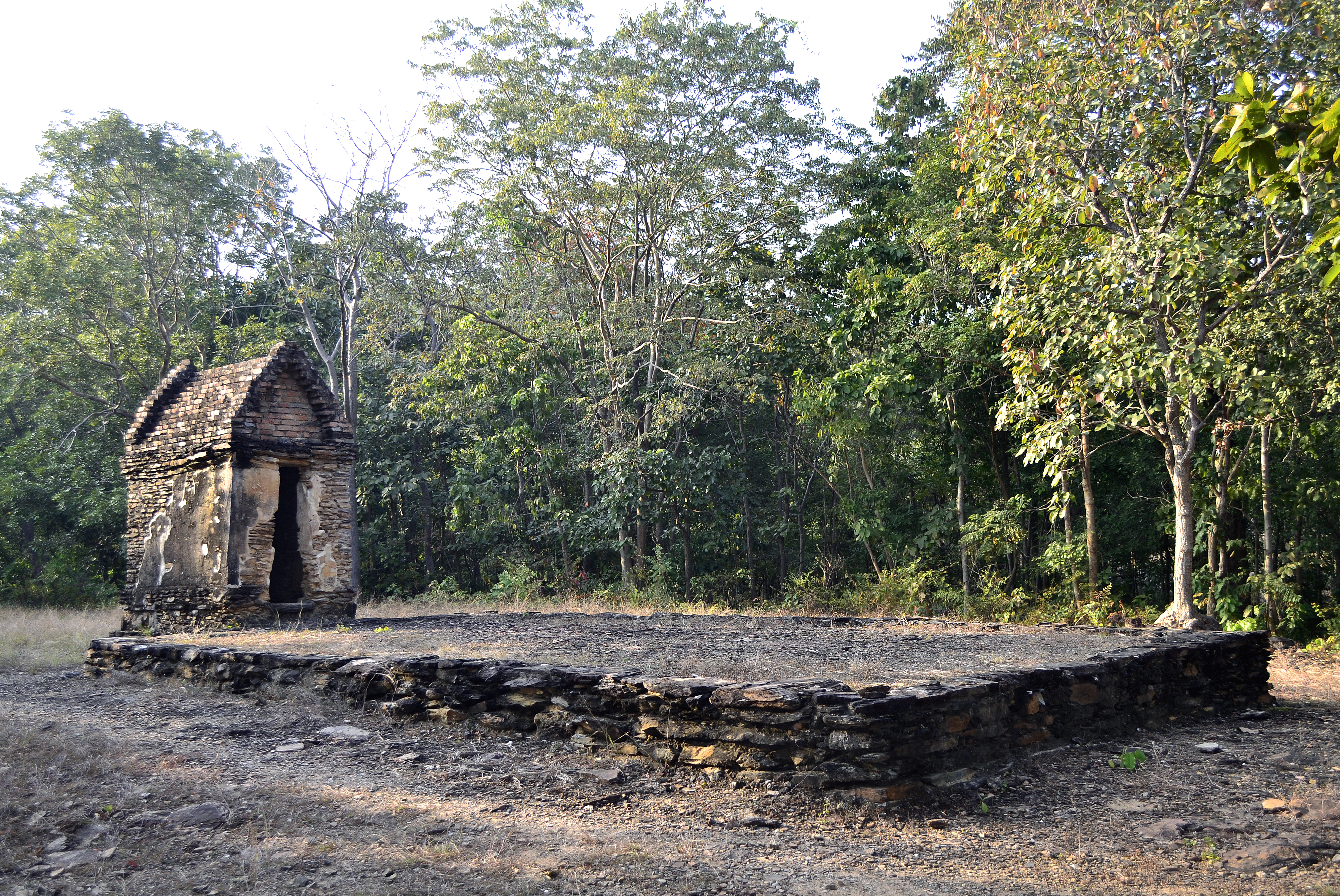
Gebäude unbestimmten Verwendungszwecks
(Zustand: Januar 2014)

Wat Khao Phra Bat Noi befindet sich im Westen der Altstadt von Sukhothai, gut zweieinhalb Kilometer Luftlinie außerhalb des westlichen Stadttores („Pratu Or“, „Or Gate“). Es gehört zur Hügelkette mit den so genannten Klöstern der Waldmönche, die Alt-Sukhothai topographisch im Westen begrenzt. Die nächstgelegenen Nachbartempel sind Wat Aranyik (200 bis 250 Meter nordöstlich), Wat Chang Rop (230 bis 290 Meter östlich) und Wat Kamphaeng Hin (230 bis 270 Meter südlich). Der Zugang befindet sich unmittelbar westlich von Wat Chong Rop in Form einer langgezogenen Lichtung, die sich erst etwa 250 m nach Westen erstreckt und dann nach Süden hin abknickt. Dabei steigt das Gelände um insgesamt gut zehn Höhenmeter an.

## Beschreibung und Datierung
Die einzelnen Komponenten der Tempelanlage folgen der oben beschriebenen Lichtung. Es handelt sich dabei im Einzelnen um eine kleine Versammlungshalle (Wihan), einen Chedi mit quadratischem Grundriss, Meditationszellen für die Mönche, ein Gebäude unbestimmten Verwendungszwecks und die Basis eines großen, oktogonalen Chedis.
Der in dieser Bauausführung in Sukhothai singuläre erste Chedi ruht mit seiner Ziegelkonstruktion auf einer Lateritbasis mit den Abmessungen von 7,5 m × 7,5 m, die sich in drei Stufen nach oben verjüngt. Es folgt eine Etage mit drei weiteren, sich ebenfalls verjüngenden Stufen, die auf allen vier Seiten mit Nischen versehen sind, welche oben von Kragbögen abgeschlossen werden. Die Nischen beherbergten einst Buddhaskulpturen. Gekrönt wird das ganze Bauwerk von einem glockenförmigen Aufsatz, der mit einer Stuccoverkleidung aus vertikal geriffelten Streifen versehen ist. Die einst nadelförmige Spitze ist nicht mehr vorhanden.
Aufgrund der künstlerischen Gestaltung des Chedis wird der Tempel grob der Ayutthaya-Periode zugewiesen.
Im Wihan, einem Ziegelbauwerk mit Lateritsäulen, waren einst Buddhastatuen und Reliefs von Buddhas Fußabdrücken untergebracht, die sich heute im Ramkhamhaeng-Nationalmuseum befinden.
Die architektonische Konstruktion zwischen den beiden Chedis, deren Zweck unbestimmt ist, wurde aus Natur- und Ziegelsteinen errichtet und besteht aus einem Podest, auf dem sich ein kleines Gebäude mit quadratischem Grundriss und einem noch vollständig erhaltenen Spitzdach befindet.
Der zweite, oktogonale Chedi ist eine massige Lateritkonstruktion von gut 20 Metern Durchmesser, deren Aufbauten leider verloren gegangen sind.